# Pierresvives
 (septembre 2024).
Si vous disposez d'ouvrages ou d'articles de référence ou si vous connaissez des sites web de qualité traitant du thème abordé ici, merci de compléter l'article en donnant les références utiles à sa vérifiabilité et en les liant à la section « Notes et références ».
Le Domaine Départemental Pierresvives, communément appelé Pierresvives, inauguré le 13 septembre 2012est un bâtiment conçu par l’architecte Zaha Hadid situé au Nord-Ouest de Montpellier, dans le quartier de la Mosson. Il abrite les Archives départementales de l'Hérault, une Médiathèque départementale, une galerie d'exposition et les services de la Culture du Département de l'Hérault.

## Présentation

### Genèse du projet
Le projet, lancé en 2002, a mis dix ans à se concrétiser. Il répond à des besoins impératifs : l'ancien bâtiment des Archives départementales de l'Hérault était devenu trop petit et ne permettait plus de conserver les documents dans des conditions optimales. D'autres équipements ont été intégrés au projet initial, tels que la Médiathèque départementale et la galerie d'exposition,,.

### Le projet architectural
Le Domaine départemental Pierresvives est né de la commande du Département de l’Hérault et de l’imaginaire de l’architecte Zaha Hadid.
Ce bâtiment  illustre la vision de cette architecte "Obtenir de belles vues à partir de tous les angles possibles". Géométrie de lignes fluides, traits aigus et plans superposés, volumes en porte-à-faux, formes ondulées, courbées, et arêtes vives, jeu de transparence et nervures qui irriguent le bâtiment de la sève de la connaissance. Ors, gris souris, verts fumés, noirs corbeaux… La lumière joue avec les teintes et les matériaux.
L’édifice frappe par une impression de mouvement. L’intérieur révèle d’autres sensations : volumes à la fois doux et imposants, murs inclinés répondant à des courbes, plafonds vertigineux aspirant le regard et attirant le corps vers les hauteurs vitrages, faisant entrer par transparence l’extérieur dans l’antre du bâtiment, ciel de vagues laiteuses éclairé par la douce lumière indirecte incorporée dans les plafonds.
En confiant la conception de cet équipement à l’architecte anglo-iraquienne Zaha Hadid, mondialement reconnue et lauréate de multiples prix dont le prestigieux Pritzker Prize (équivalent du prix Nobel pour l’architecture), le Département de l'Hérault a souhaité doter le Nord-Ouest de Montpellier d’un emblème représentatif de la grande architecture du XXIe siècle,.

#### Caractéristiques architecturales
- 195 mètres de long
- 24 mètres de hauteur
- 46 mètres de large
- 26 000 m2
- 1 000 panneaux en béton préfabriqué pour la façade
- 8 000 m2 de surface vitrée
- Poids total : 80 000 tonnes (dont 28 000 m3 de béton, 3 000 tonnes d’acier)

### Historique du nom
"Pierresvives" est une référence littéraire à François Rabelais, qui incarne les valeurs du lieu : à Pierresvives on bâtit avec les pierres que sont les hommes, des pierres vivantes, des pierres vives comme Rabelais le manifeste dans son Tiers livre : "Je ne bâtis que pierres vives, ce sont hommes".

### Le projet culturel
Le domaine départemental Pierresvives rassemble deux missions majeures du Département : la mémoire avec les Archives départementales et la lecture publique avec la Médiathèque départementale. Pierresvives souhaite mettre en œuvre un nouveau modèle de service public de la culture et de la citoyenneté. Il propose des services gratuits, accessibles à tous les publics. Les publics en question y sont très diversifiés : chercheurs, habitants du quartier, scolaires, familles, jeunes, professionnels, touristes, amateurs d’histoire, de lecture, de cinéma, d’architecture, de culture, de sport.
En 2022, 10 ans après l'ouverture de Pierresvives, plus d'un million de visiteurs sont venus dans l'établissement départemental.

### Les espaces
- Le hall d’accueil
- L’amphithéâtre de 210 places, en porte à faux au-dessus de l’entrée
- La galerie d’exposition
- Le balcon
- L’espace Jeunes Citoyens
- La Médiathèque
- Les salles de lecture des Archives
- La place de l'Egalité de 9 000m2

## Les entités

### Archives départementales de l'Hérault
Immense réservoir de documents au service de l’étude et de la découverte de l’histoire, les Archives départementales de l'Hérault conservent des fonds riches et variés. Conservant 10 siècles d'archives répartis sur une longueur totale de 40km, les Archives départementales exercent les missions légales d'archivage des administrations de l'État définies pour cet échelon, du Conseil départemental et des communes qui font le dépôt de leurs archives. Elles accueillent aussi des archives privées et abritent une bibliothèque patrimoniale spécialisée dans l'histoire. Toutes ces ressources, une fois recensées et conditionnées, sont mises à la disposition du public.
Trois espaces permettent d'accueillir le public : 
- L'atelier de l'histoire : un espace pour favoriser la connaissance des archives et de l'histoire sous des formes multiples : expositions temporaires d'archives, ouvrages, revues, supports numériques, audio et vidéo, jeux...
- La salle de lecture : ouverte à tous sur inscription, elle permet la consultation des documents conservés dans les magasins et repérés dans les inventaires.
- Le service éducatif : un espace destiné à l'accueil du public scolaires pour les visites et les ateliers pédagogiques, mais aussi pour les ateliers à destination du grand public.

### Médiathèque départementale
La Médiathèque départementale de l'Hérault a pour mission historique de fournir des livres aux bibliothèques municipales du Département. À partir des années 2000, commence une mutation vers des activités nouvelles, à travers le financement des équipements, le prêt de collections, la formation des bibliothécaires bénévoles et salariés ainsi que l'animation des bibliothèques. Parallèlement, ses collections se sont diversifiées, et elle propose désormais des CD audio, des DVD et des collections numériques. Depuis 2012, la Médiathèque départementale offre au sein de Pierresvives un espace de consultation sur place de 1000m2, ouverts à tous.

### Service programmation
Ce service est destiné aux expositions proposées dans la galerie de 300m² et aux nombreuses animations en lien avec la programmation.

### Espace Jeunes Citoyens
L’Espace Jeunes Citoyens est rattaché à la Direction Jeunesse du Conseil départemental de l’Hérault qui coordonne les animations ayant lieu sur cet espace. En partenariat avec le Conseil départemental de l’Hérault, l’association Info Jeunes Hérault y anime un Point Information Jeunesse (PIJ) labellisé, véritable espace ressources entièrement destiné aux jeunes (11-30 ans) et aux professionnels jeunesse.

## La programmation culturelle
Le Domaine départemental Pierresvives présente une programmation culturelle gratuite ouverte à tous les publics établie à un rythme bimestriel. Deux grandes expositions temporaires sont présentées chaque année. Les sujets abordés sont variés : street art, photographie, art contemporain, histoire, science, littérature... En parallèle, de nombreuses autres animations sont proposées par les différentes entités (conférences, rencontres, spectacles, ateliers, concerts, cinéma, lectures, escape games, jeux de société...).